# Denticnema decemlineata
Denticnema decemlineata är en skalbaggsart som beskrevs av Dombrow 1997. Denticnema decemlineata ingår i släktet Denticnema och familjen Melolonthidae. Inga underarter finns listade i Catalogue of Life.